# Perloja
Perloja est un village dans la municipalité du district de Varėna. Il se situe à 12 km à l'ouest de Varėna, au bord de la Merkys, sur la route de Vilnius à Druskininkai.
Le village est connu pour la République de Perloja, une micronation établie de 1919 à 1923.

## Géographie
Le village est entouré par la forêt de Dainava. Perloja s'étend sur les deux rives de la Merkys, plus sur la rive droite. Un monument élevé dans les années 1930 en hommage à Vytautas le Grand est l'un des derniers de la République socialiste soviétique de Lituanie. Au centre du village, se dresse une église néogothique construite entre 1928 et 1930 et un monument en hommage aux partisans lituaniens qui se battirent contre l'occupation soviétique après la Seconde Guerre mondiale.

## Histoire
Des fouilles archéologiques ont montré la présence d'habitations dès le Néolithique.
Perloja est mentionné pour la première fois en 1378. Situé sur l'importante route de Vilnius à Hrodna, le village est souvent une étape pour les grands-ducs et la noblesse lituanienne. Après la christiatinisation, Perjola est l'un des premiers villages à construire une église.
En 1710, durant la grande guerre du Nord, la peste vide le village de ses habitants. Le droit de Magdebourg permet le repeuplement en 1792. Le village perd ses droits lors de l'extension de l'Empire de Russie après les partages de la Pologne.

### La République de Perloja
| République de Perloja                                         |                                                |
| La République de Perloja (1918-1923) Perlojos respublika (lt) |                                                |
| Blason de La République de Perloja(1918-1923)                 | Drapeau de La République de Perloja(1918-1923) |
| Administration                                                |                                                |
| Pays                                                          | Lituanie                                       |
| Territoire revendiqué                                         | Le village de Perloja                          |
| Statut politique                                              | Micronation                                    |
| Gouvernement                                                  | République                                     |
| Président Mandat                                              | Jonas Česnulevičius 1918-1923                  |
| Démographie                                                   |                                                |
| Langue(s)                                                     | Lituanien                                      |
| Géographie                                                    |                                                |
| Coordonnées                                                   | 54° 12′ 52″ nord, 24° 24′ 52″ est              |
|                                                               |                                                |
| modifier                                                      |                                                |

Dans le chaos qui suit la Première Guerre mondiale, la Lituanie n'a plus de structure étatique et mène des guerres d'indépendance contre les soldats allemands, soviétiques et polonais. En novembre 1918, face à la situation, les habitants du village s'organisent en un comité, souvent appelé la République de Perloja (Perlojos respublika), présidé par Jonas Česnulevičius, vétéran de l'armée impériale russe. La République possède sa cour de justice, sa police, sa prison, sa monnaie et une armée de trois cents hommes. Cette armée s'engage avec d'autres unités militaires. Le gouvernement est préservé durant la guerre soviético-lituanienne, en se renommant révolutionnaire. Après la guerre polono-lituanienne dans la région de Vilnius, Perloja fait partie de la Société des Nations. En 1923, la zone est divisée par la Merkys, séparant les deux rives entre la Lituanie d'un côté et la Deuxième République de Pologne de l'autre. La République cesse alors d'exister.